# Bataille de Prudnik
La bataille de Prudnik a été l'une des dernières batailles entre l'Armée Rouge et la Wehrmacht sur le Front de l'Est dans le cadre de l'opération Gemse.   

## Déroulement de la bataille
L'Armée Rouge a commencé son attaque en direction de Prudnik (en allemand : Neustadt) le 17 mars 1945. Les Soviétiques ont pris la route depuis Brzeg, par Korfantów et Biała Prudnicka et depuis Koźle par Głogówek. Ils ont commencé l'attaque sur la ville en la bombardant depuis le village de Niemysłowice. Les tirs ont atteint certaines maisons de la rue de la Gare (ul. Kolejowa) mais aussi l'église de Saint-Paul et de Saint-Pierre de la rue des Piast (ul. Piastowska). Le 19 mars 1945, les forces allemandes se sont retirées vers la forêt de Prudnik et les troupes de l'Armée Rouge ont pénétré dans la ville. Pendant les combats, 673 soldats soviétiques ont péri. Juste après la guerre, un monument a été érigé sur la place de la Liberté pour rendre hommage aux soldats soviétiques tués.  
Le commandant de la 20e division SS de grenadiers, le SS-Obersturmbannführer Franz Augsberger perdit la vie au cours de la bataille, pendant un bombardement. Cette division était principalement composée d'Estoniens.  
Au cours de la bataille, deux italiens ont combattu face-à-face. Mario di Luigi du côté allemand et Giuseppe Tolone du côté soviétique.

## Contre-attaque allemande
Après s'être retirée dans la forêt de Prudnik, l'artillerie allemande a commencé un bombardement sur la ville depuis les montagnes Opawskie. Les Soviétiques ont réussi à atteindre les monts de Kobylica, Kraska et Długota. Ils ont également repris aux Allemands le village de Dębowiec. Pendant les combats, les troupes soviétiques ont détruit le sanctuaire de Notre-Dame des Martyrs datant de 1743.  
Le 21 mars 1945, les Allemands ont réalisé une contre-attaque depuis le côté tchèque entre Bartultovice et Jindřichov tout en reprenant les monts perdus précédemment ainsi que le village de Dębowieccette contre-attaque,. Les combats les plus intenses ont été du côté du mont Kraska où environ 3000 soldats allemands ont perdu la vie et environ 2000 soviétiques. Les soldats de la 344e division allemande de chasseurs de chars ont pris part à ces combats sous le commandement du capitaine Joachim Leder. La progression allemande est définitivement stoppée sur la rivière Złoty Potok à Moszczanka.

## Après les combats
Le 23 avril 1945, les forces aériennes soviétiques ont bombardé la place centrale de Prudnik, la place du château et la place Farny. On ne sait pas si ces bombardements ont été programmés mais selon le curé Franz Pietsch, ce bombardement a été causé par des tirs accidentels de fusées éclairantes par les soviétiques.  
L'hôpital de campagne de l'Armée Rouge se situait dans un immeuble de la rue de Grunwald (ul. Grunwaldska). À côté de la rue Moniuszki (ul. Moniuszki), un cimetière a été créé pour les soldats soviétiques morts au combat. Parmi les habitants qui ont participé à la construction de ce cimetière, on retrouve le docteur Antoni Błaszczyński qui a été le maire de Prudnik par la suite.

## Ordre de bataille

### Forces soviétiques
- 4e armée blindée de la Garde
  - 10e corps blindé de la Garde
    - 61e  brigade blindée de la Garde
    - 26e brigade blindée de la Garde

  - 7e corps motorisé de la Garde
- 59e armée
  - 93e corps d'infanterie
    - 391e division de fusiliers

### Forces allemandes
- 18e division de volontaires SS Panzer Grenadiers Horst Wessel
- 20e division SS Grenadiers (1re estonienne)
- 344e division de canons d'assauts

## Galerie

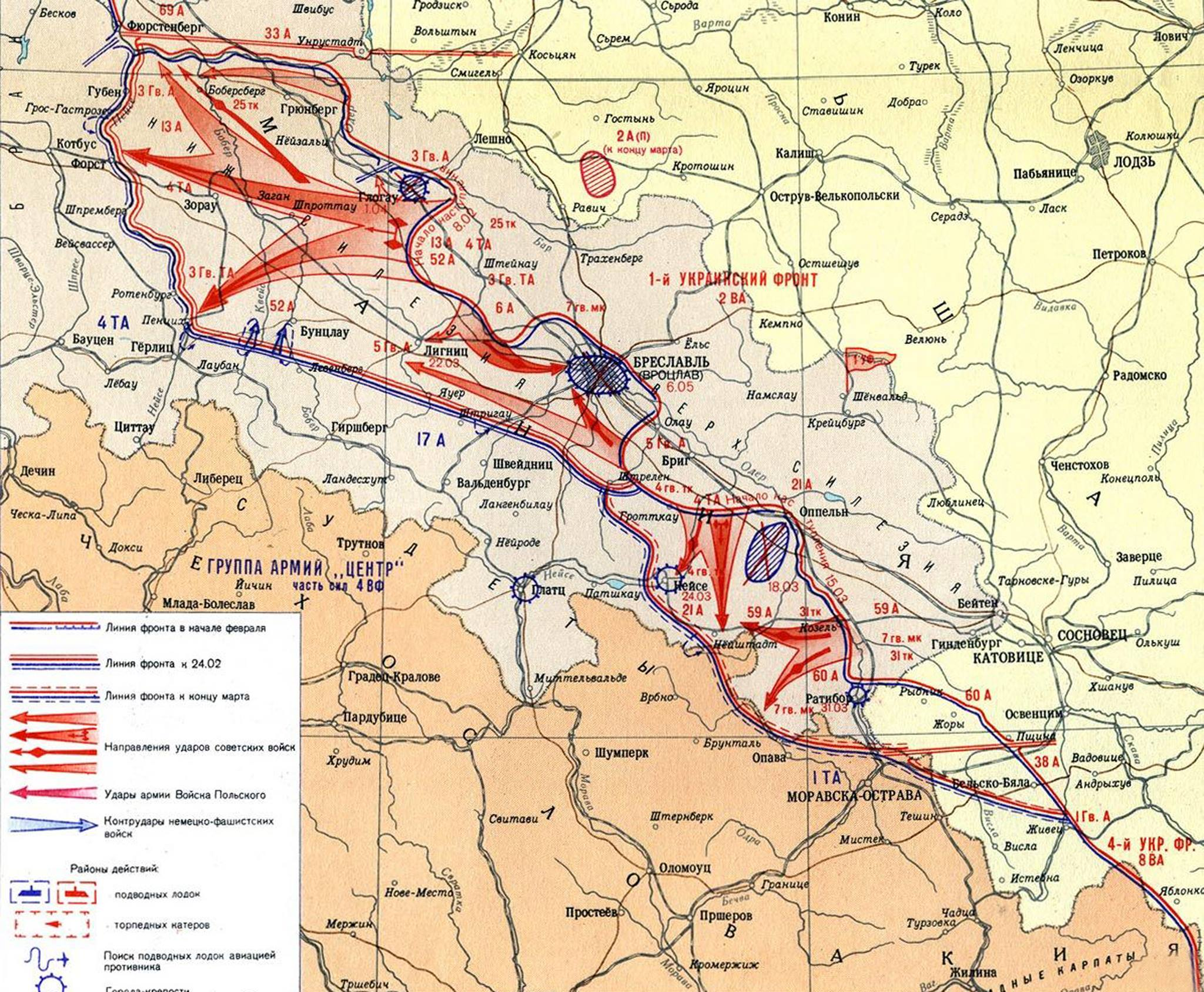
Carte des armées soviétiques en Haute-Silésie
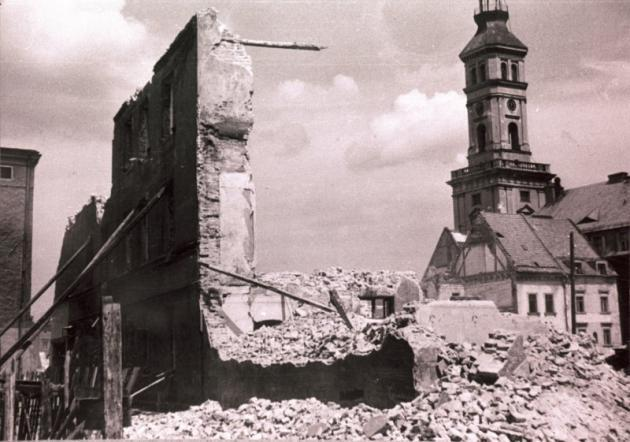
Centre-ville de Prudnik après le bombardement
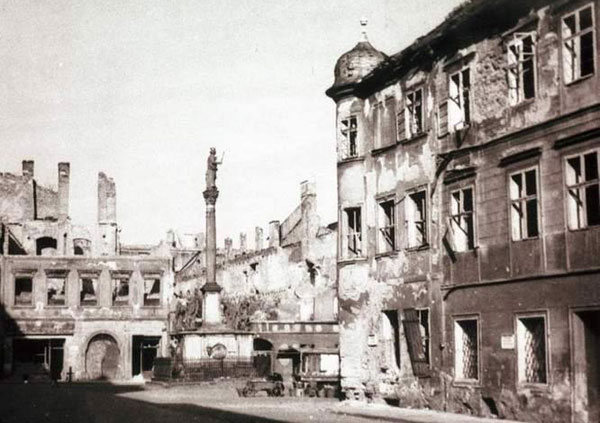
Centre-ville de Prudnik après le bombardement
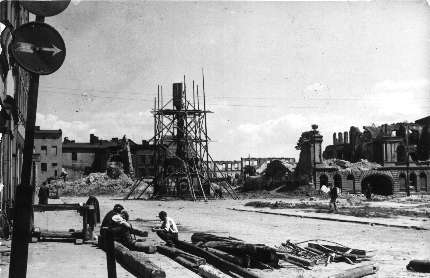
Reconstruction de Prudnik après la guerre